# Castillo de Cheverny
El castillo de Cheverny (en francés: Château de Cheverny) es un palacete rural, de estilo renacentista con museo, un parque con orangerie y jardines de estilo francés, inglés y contemporáneo, que cuenta con un pabellón y un arboreto de 100 hectáreas de extensión de propiedad privada, localizado en la comuna de Cheverny, región de Centro-Val de Loira, Francia.
El edificio está situado en el interior del Valle del Loira inscrito como Patrimonio de la Humanidad de la UNESCO.

## Localización
Cheverny es una población y comuna francesa, situada en la región de Centro, departamento de Loir y Cher, en el distrito de Blois y cantón de Contres.
El château está situado en el territorio de la comuna de Cheverny, al sur de la ciudad de Blois y a pocos kilómetros de distancia del también célebre château de Beauregard.
El código postal del château de Cheverny es el 41700.
Planos y vistas satelitales.47°30′01″N 1°27′29″E / 47.50028, 1.45806
Se encuentra abierto todo el año, se cobra una tarifa de entrada.
Participa en las jornadas de "Rendez-vous aux jardins" en la última semana de mayo.

## Historia
El castillo de Cheverny es actualmente uno de los castillos más famosos de los Países del Loira y pertenece a los descendientes de la familia Hurault, conocida en Blois desde el siglo XIII.
Esta familia de financieros y oficiales se ilustró al servicio de cinco reyes de Francia, desde Jacques General de Finanzas de Luis XII hasta Philippe Canciller de Enrique III y después de Enrique IV y su hijo Henry y la condesa Marquerite, que mandan construir hacia 1620 un nuevo palacio inspirado en la obra de los mejores artistas de la época.
El arquitecto Boyer de Blois y el pintor decorador de Cheverny, Jean Monier, trabajaron para la Reina María de Médicis en el Palacio de Blois y en el Palacio de Luxemburgo en París.
A la vanguardia de su época, con Cheverny se inventa la arquitectura a la francesa en la primera mitad del siglo XVII.

## Estancias del castillo de Cheverny

### El comedor

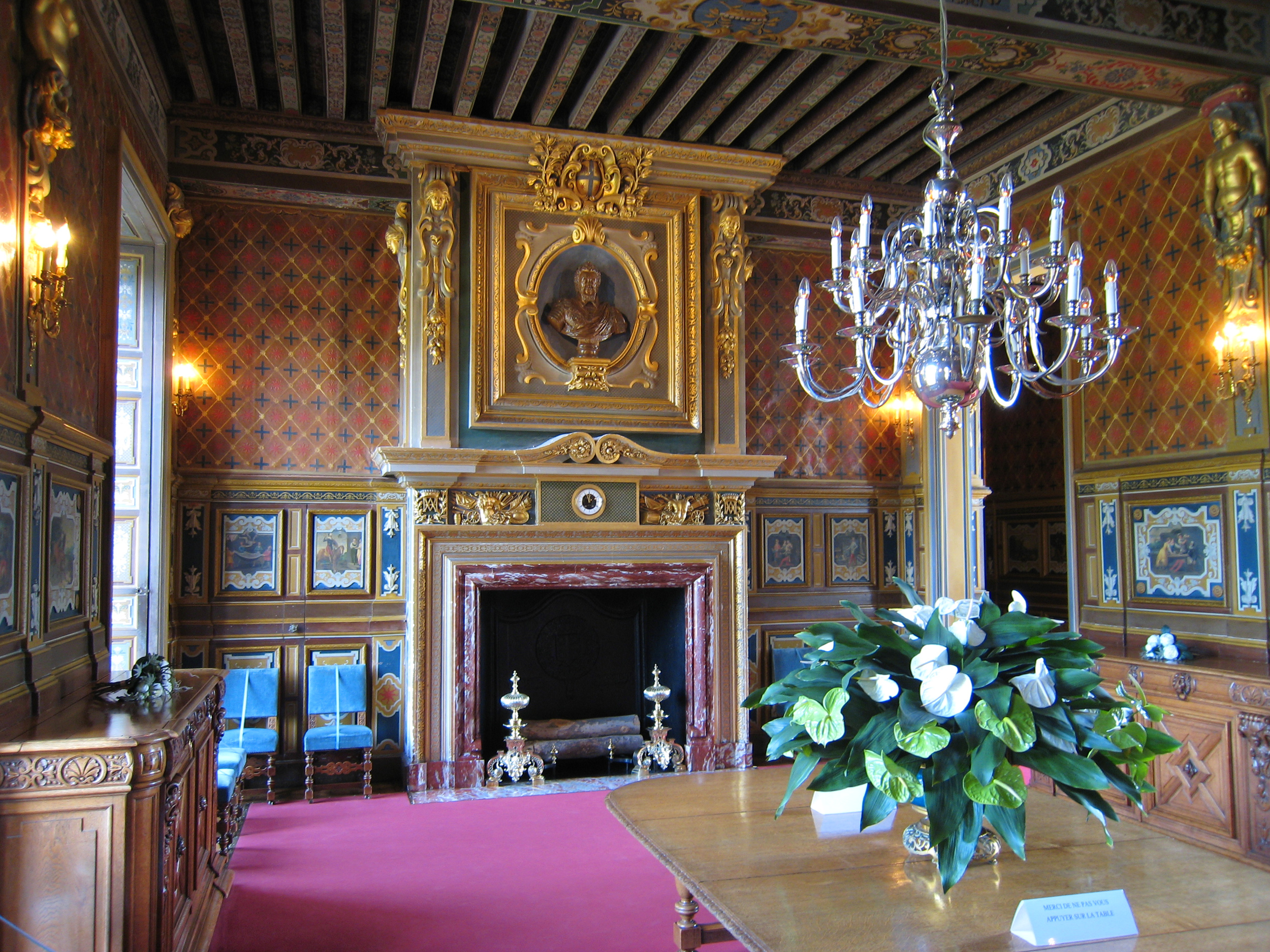
El comedor.

El comedor fue parte acondicionado en el siglo XIX para las grandes cenas y recepciones de gala. Está inspirado en los decorados del siglo XVII, con sus techos y muros tapizados de cuero de Córdoba con el escudo de armas de los Hurault: una cruz azul y soles rojos; la chimenea monumental de piedra, dorada con oro fino coronada con un busto del rey Enrique IV.
En los muros, colocados en el revestimiento de madera, hay paneles originales, pintados por Jean Monier, que ilustran la novela española Don Quijote de Cervantes muy de moda en el siglo XVII. El pintor Jean Monier, muy joven, llamó la atención de la reina María de Médici. Estudia ocho años en Italia antes de trabajar en París para la soberana, y en 1640 inicia la decoración de Cheverny.
El mobiliario de roble esculpido fue especialmente encargado en el siglo XIX para el comedor. Se puede mover las sillas gracias a las ruedecillas de hueso de las patas delanteras. El imponente aparador de roble macizo, con el escudo de armas de la familia, es la obra maestra de un solo artesano de Blois. La mesa con sus prolongaciones puede acoger a treinta comensales.

### La escalera de honor

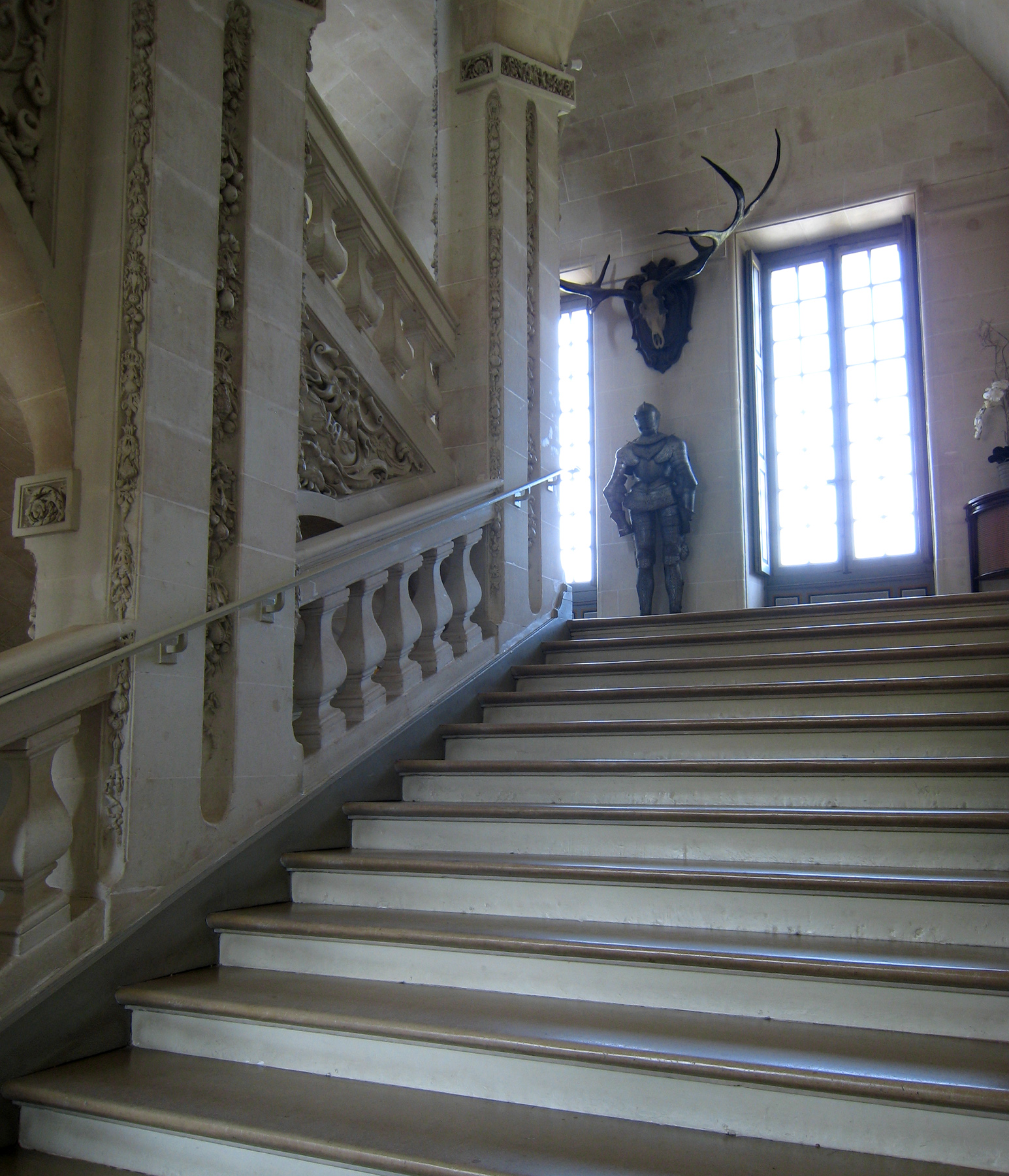
La escalera de honor.

La escalera de subida recta con rellano a la mitad llamada rampa sobre rampa recuerda la influencia del Renacimiento italiano en el valle del Loira.
El elegante decorado está esculpido en toba blanca, la piedra de Bourré del Cher, cerca de Montrichard. Sus motivos están de moda bajo Luis XIII de Francia: las balaustradas, guirnaldas, emblemas guerreros adornados, con el sol de los Hurault, y artes: geografía, arquitectura, música, poesía, pintura y escultura.
En el rellano, de la inmensa cornamenta, antepasado prehistórico del alce, fue sin duda colocada allí en el siglo XIX por Paul, Marqués de Vibraye, científico y gran coleccionista.

### Los apartamentos privados

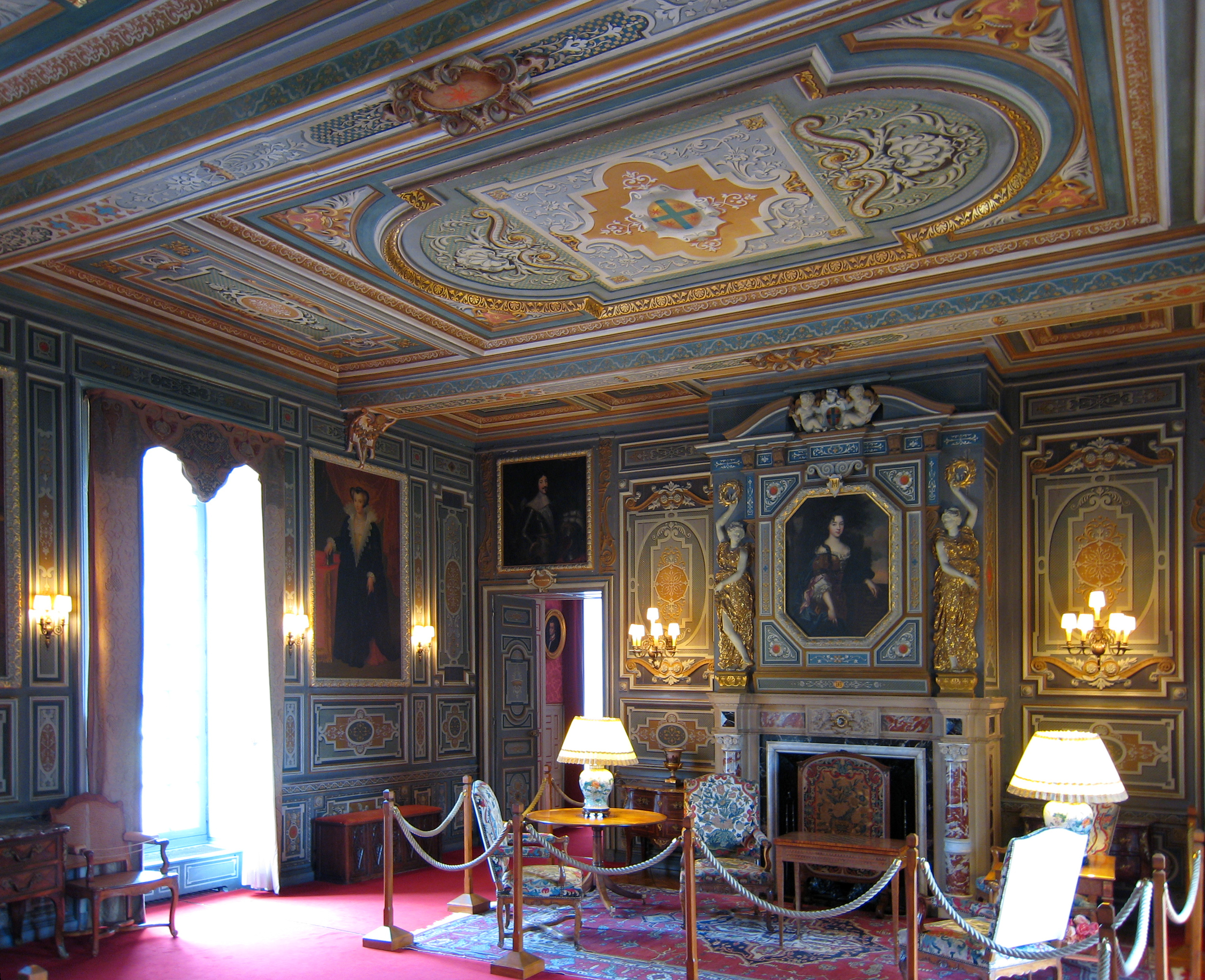
El gran salón.

Su reacondicionamiento y su decoración son obra de los vizcondes de Sigalas, padres del actual marqués de Vibraye. Habitados hasta 1985, están abiertos a las visitas desde la fecha. El precioso mobiliario es uno de los testimonios del arte de vivir a la francesa.
La Cámara Amarilla, llamada la Cámara de los Nacimientos, permitía a las jóvenes madres recibir y presentar a sus recién nacidos a la familia. Le siguen una pequeña salita roja, y un cuarto de señorita, la Cámara Azul, el comedor familiar, y el pequeño salón.

### La Sala de Armas

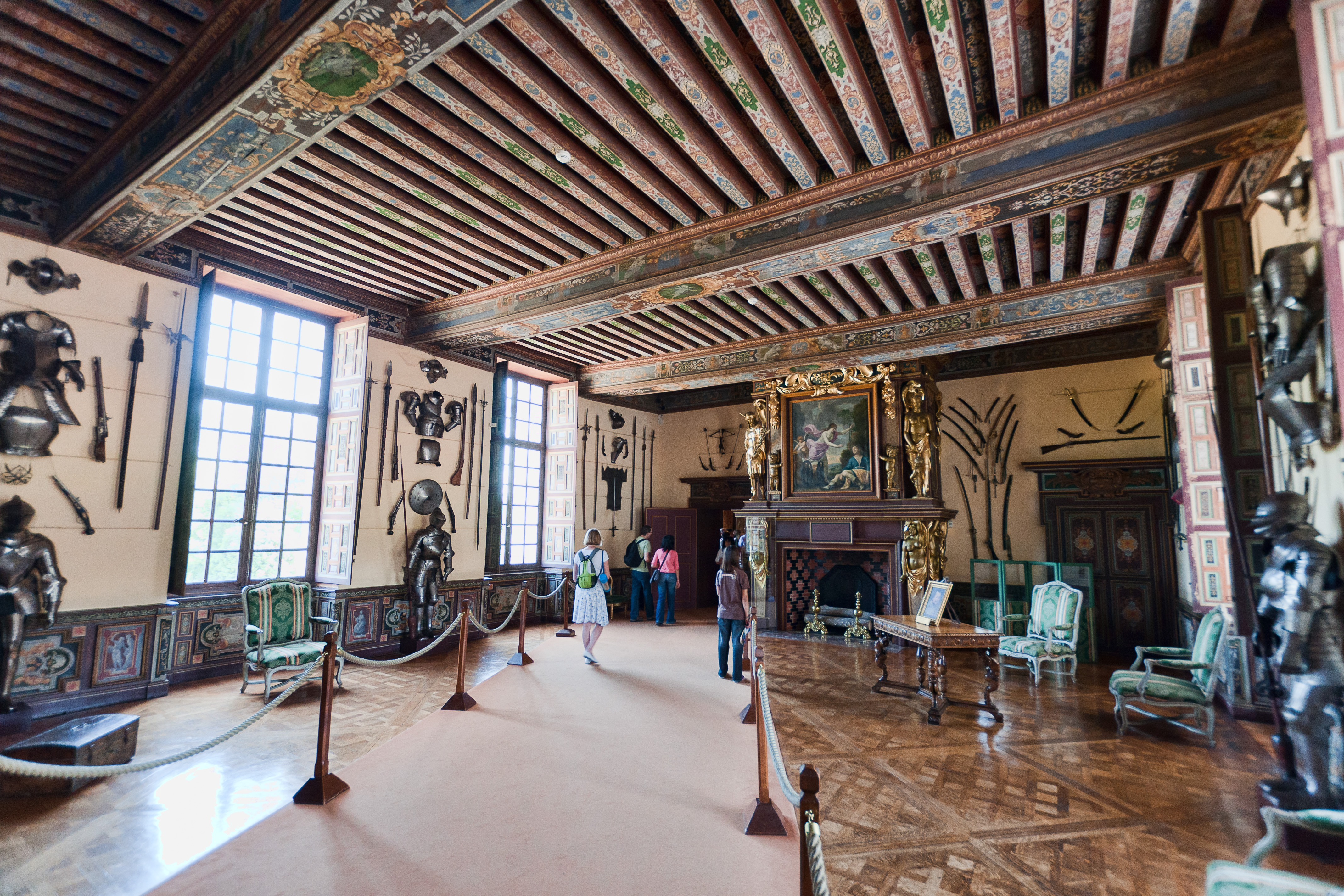
La sala de armas.

Es la más grande del Castillo, ha conservado sus dimensiones y decoración original pintado en el siglo XVII por Jean Monier, el techo a la francesa, tiene vigas y viguetas aparentes. En los muros y lemas adivinanzas y juegos de palabras en latín, muy de moda en aquella época. Sobre la chimenea de madera esculpida y de corada, los dioses Mercurio y Venus enmarcan la historia de amores de Adonis. Entre las Obras se ilustran en esta sala un episodio de la célebre tradición griega que relata Homero en la Ilíada y la Odisea, el rapto a Helena, esposa del rey de Esparta, Menelao, por el príncipe Paris de Troya, hecho que desencadenó la Guerra de Troya.
En esta sala se presenta una colección de armas de los siglos XV y XVI (pesadas espadas para dos manos, armaduras y alabardas) y del siglo XVII (espadas, ballestas, arcabuces, y pistolas)

Cuadros del castillo Cheverny
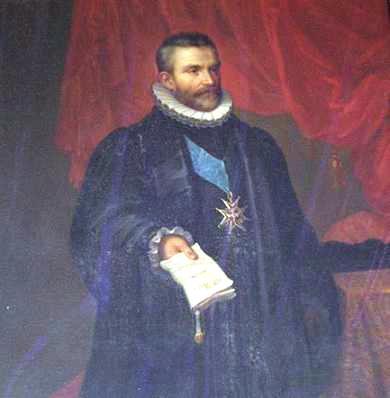
Philippe Hurault, conde de Cheverny, canciller de Francia.
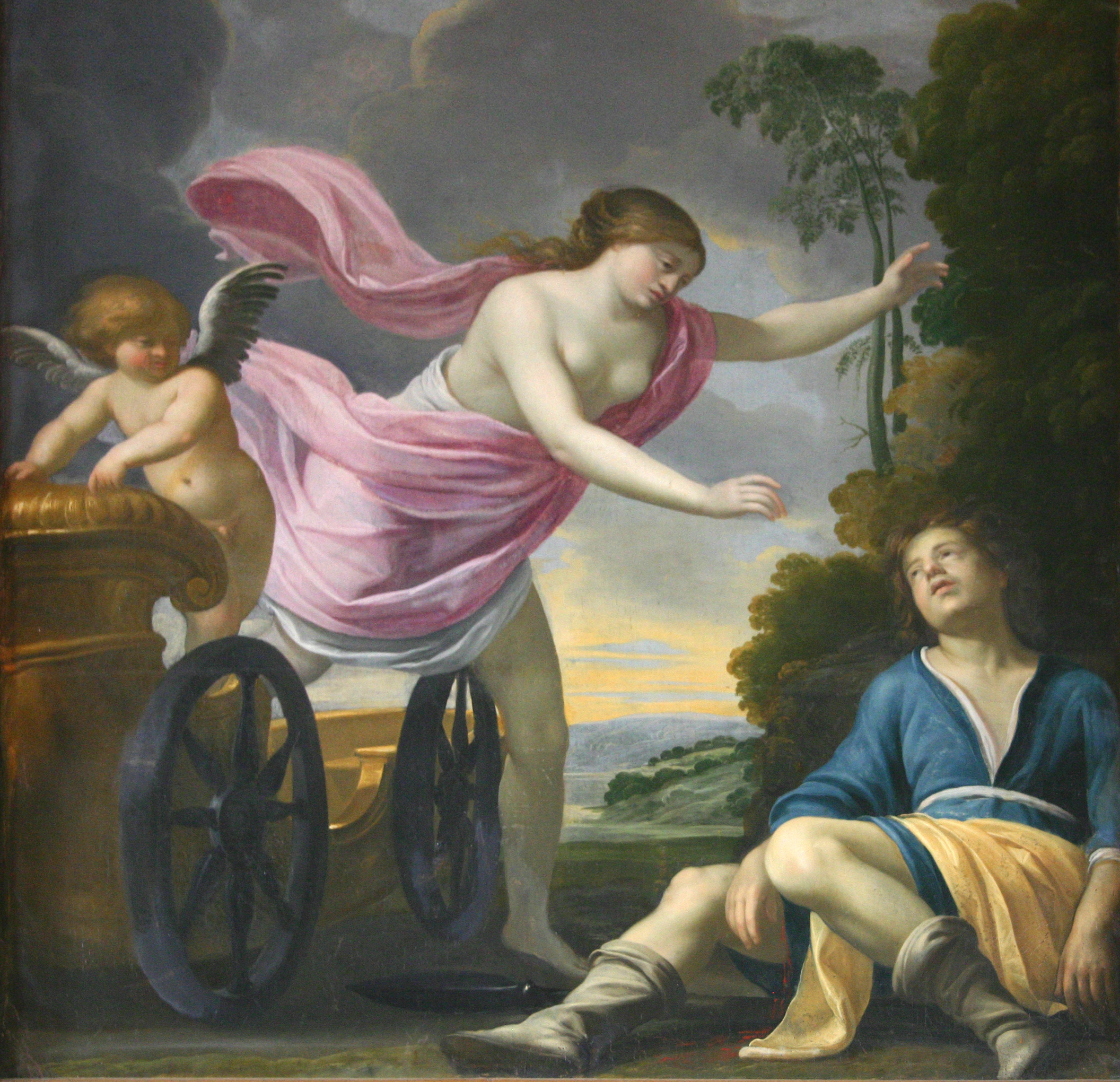
La mort d'Adonis (Jean Monier).
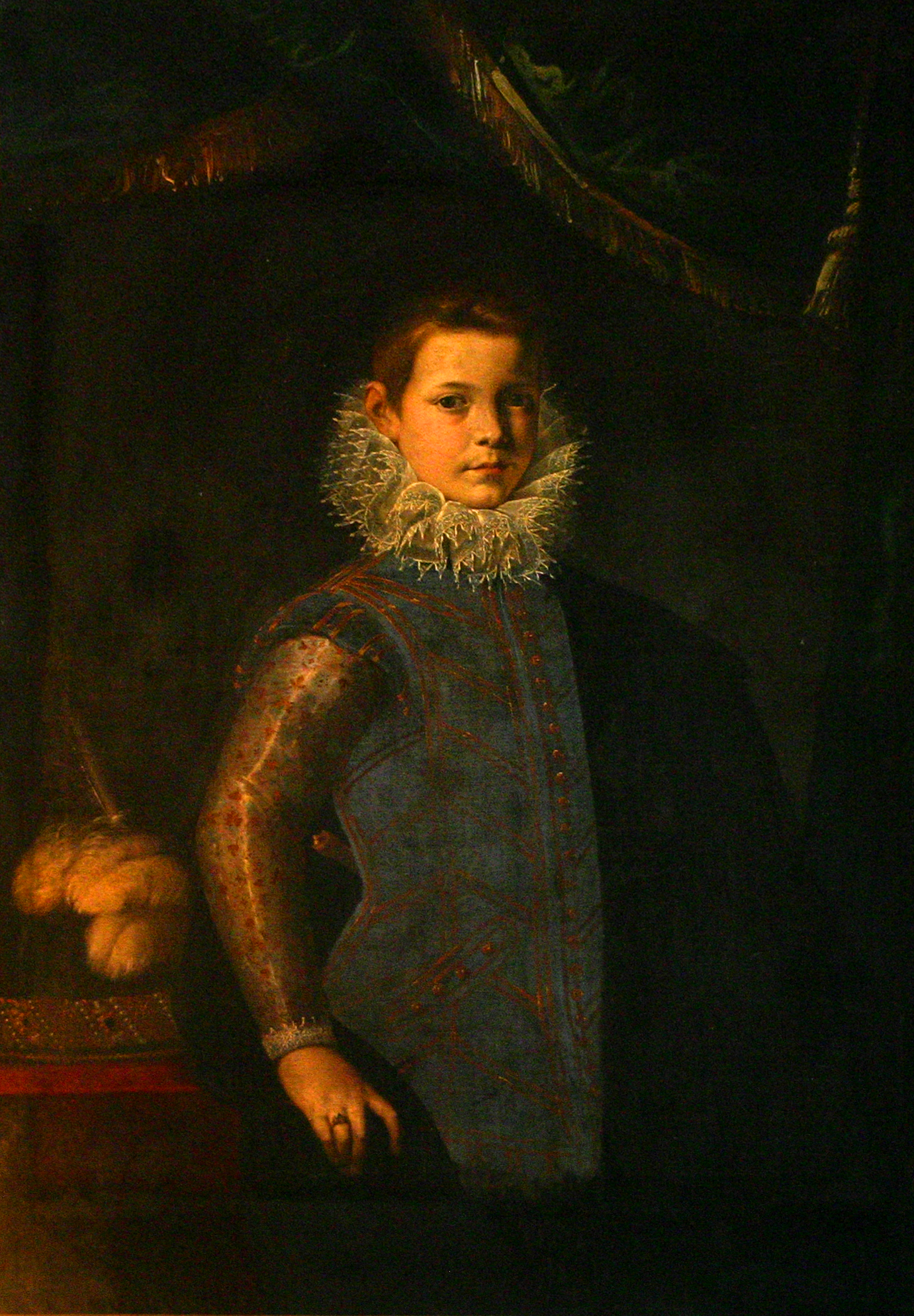
Cosme de Médicis (Tiziano).
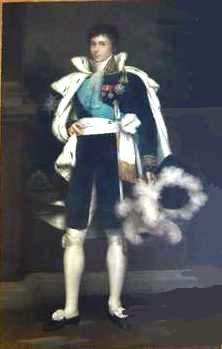
Anne Victor Denis Hurault de Vibraye.
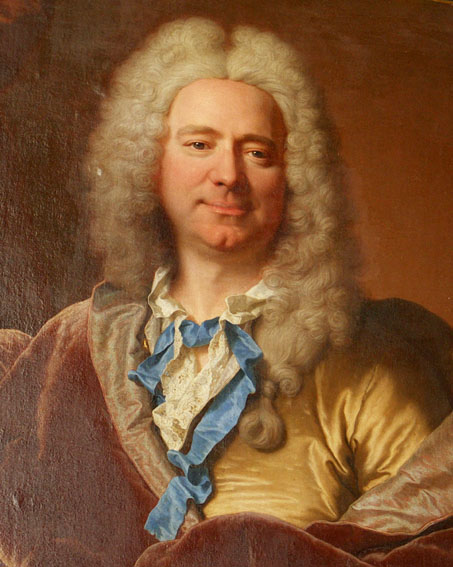
André Guillaume Dartus obra de Hyacinthe Rigaud.
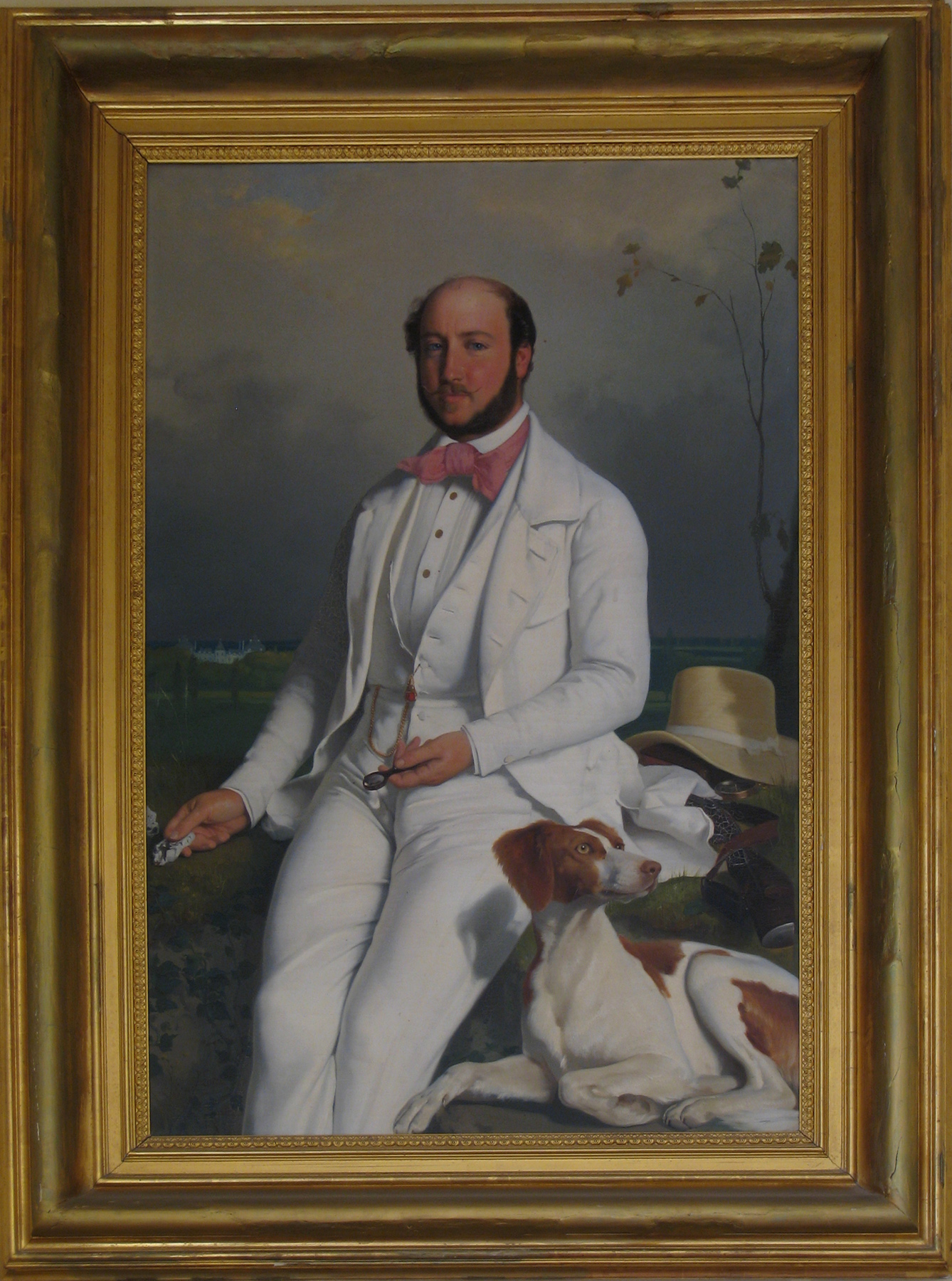
Retrato del arqueólogo aficionado francés Paul Hurault, octavo marqués de Vibraye. En exhibición en el castillo de Cheverny, Loir-et-Cher, Francia.

## El parque y los jardines
El parque del castillo cuenta con jardines « à l'anglaise » y contemporáneo, enmarcados por una zona de bosque.
Este hermoso parque ajardinado, permite un paseo largo y agradable en el que un bosque de cien hectáreas rodea el castillo con un jardín reconstituido « à la française ». La alameda principal, frente al castillo, es un largo camino de seis kilómetros, habiendo cerca de 2000 árboles que rodean la propiedad.
Las características del parque, incluyen árboles maduros con, Sequoiadendron giganteum, cedros, tilos, Acer campestre, Acer cappadocicum, Acer davidii, Acer ginnala, Acer palmatum, Acer cissifolium, Gleditsia triacanthos, robles, carpes, hayas, plátanos de sombra, Quercus acutissima, Prunus laurocerasus var.  'Caucasica', Prunus maackii, Prunus serrulata var. 'Kanzan', Euonymus japonicus.
En el sotobosque se puede observar narcisos, ciclamenes o azafranes según las estaciones del año.
El jardín se caracteriza por la presencia de lechos de cultivo en forma de cuadros donde se cultivan plantas vivaces de temporada tal como Lupinos, Peonías, Campanulas, Stachys, Leucanthemum, Aruncus, Carex, Tradescantia, Salvia, Delphinium, Sedum, Hemerocallis, Alstroemeria, Physalis, Heuchera, Geum, Kniphofia, Ligularia, Alchemilla.
Así mismo hay un huerto con variedades de verduras y árboles frutales de la zona. Una orangerie que data del siglo XVIII que fue almacén de parte del mobiliario nacional durante la Segunda Guerra Mundial, esta ha sido restaurada y remodelada en su interior en 1979, para celebrar congresos, seminarios o incluso bodas.

Detalles del parque y jardines
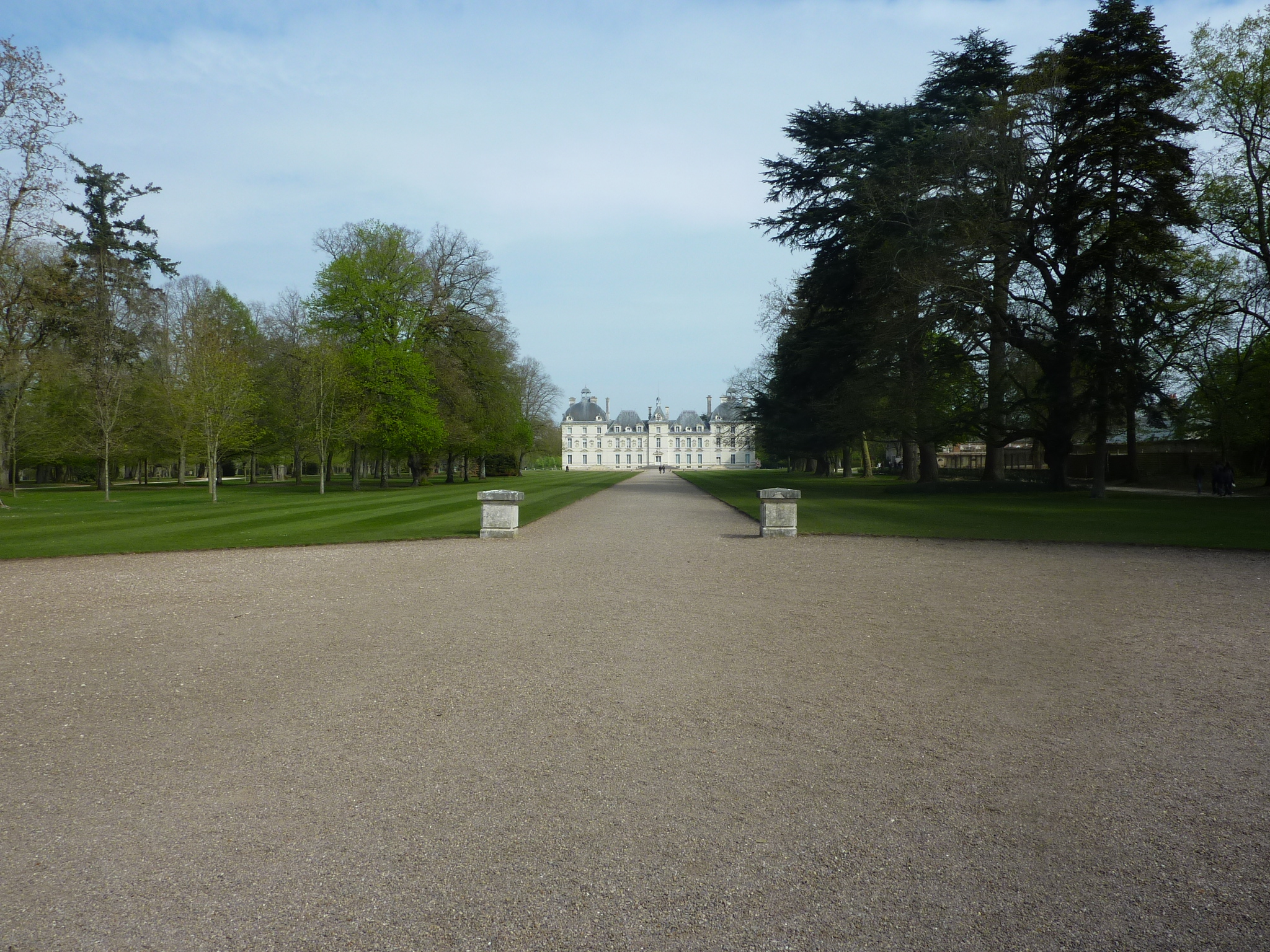
Vista del parque y el castillo de Cheverny.
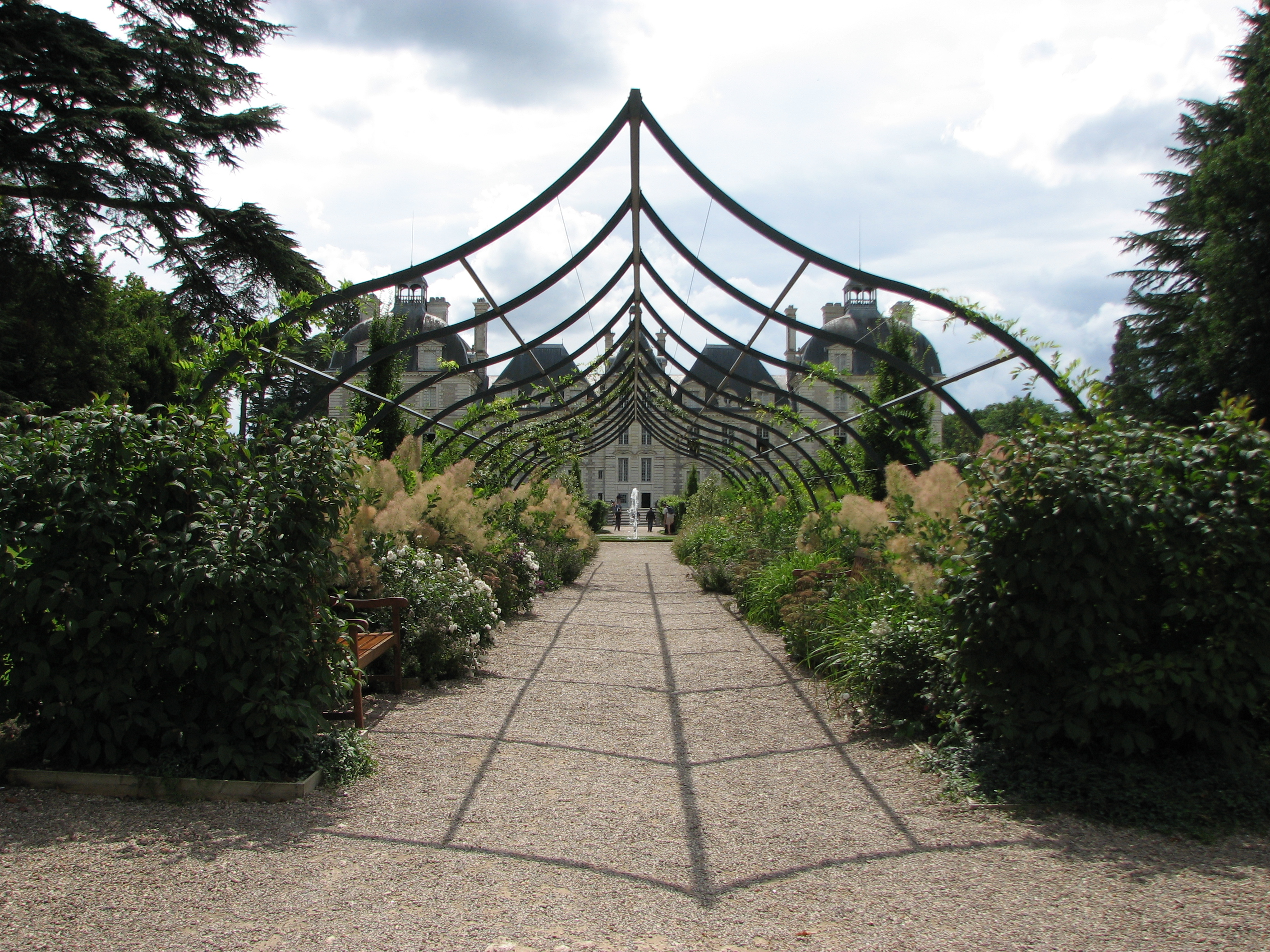
Pérgola en el jardín.
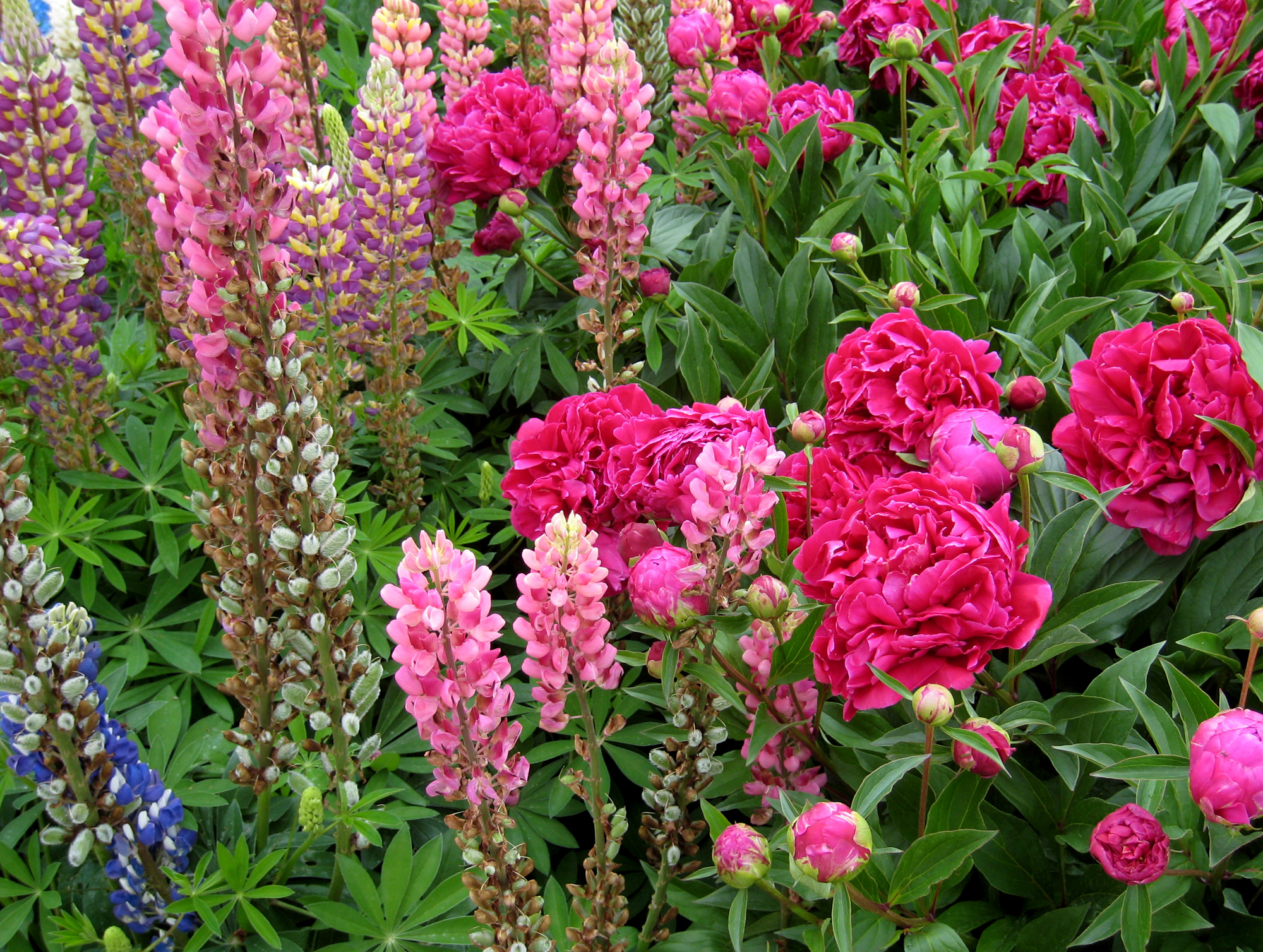
Macizo floral en Cheverny.
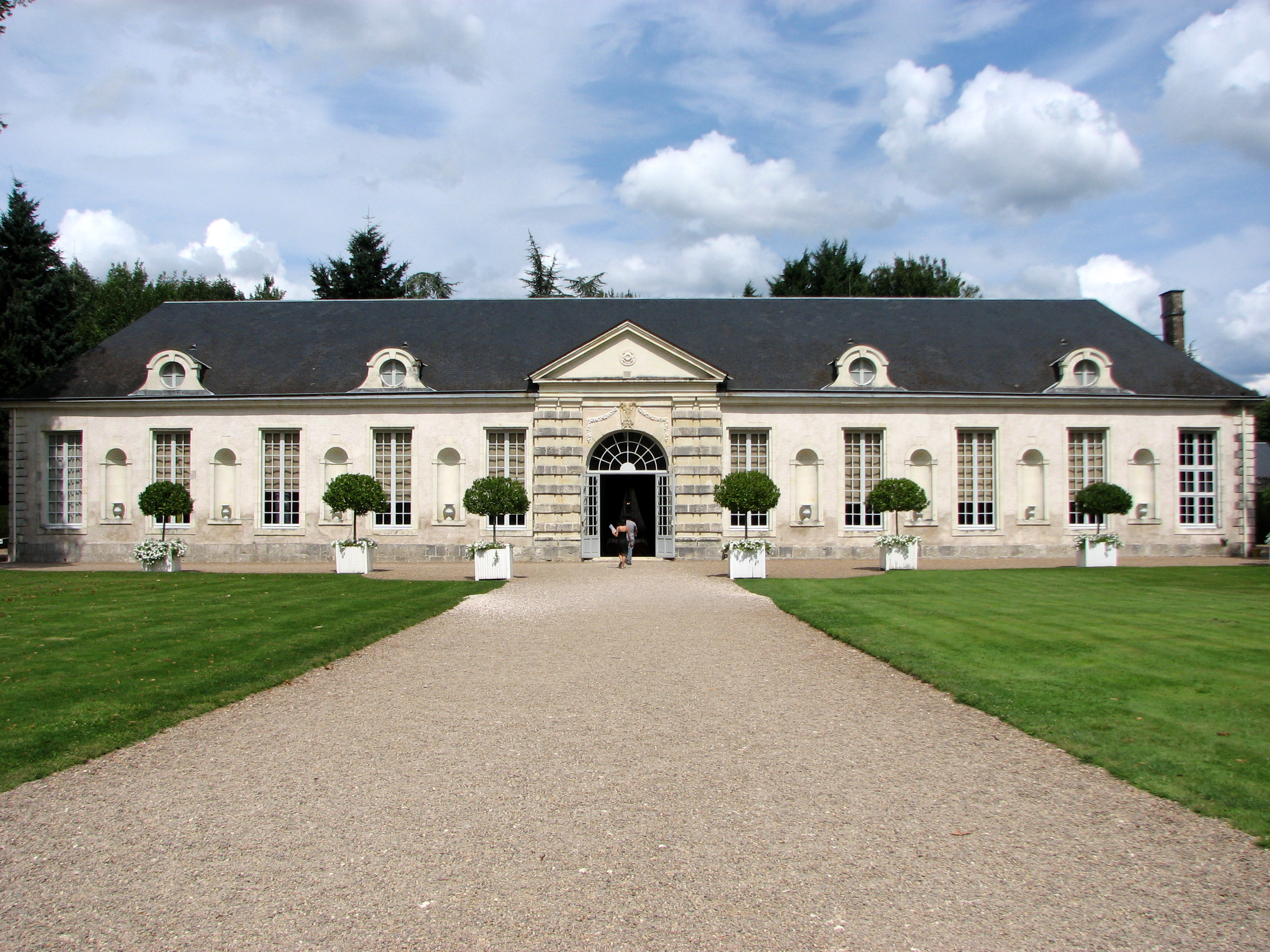
La orangerie del castillo de Cheverny.

## Los perros de caza de Cheverny
La perrera, muy próxima, está ocupada por una jauría de alrededor noventa perros de caza, destinados a la montería y cuya comida misma constituye un espectáculo.

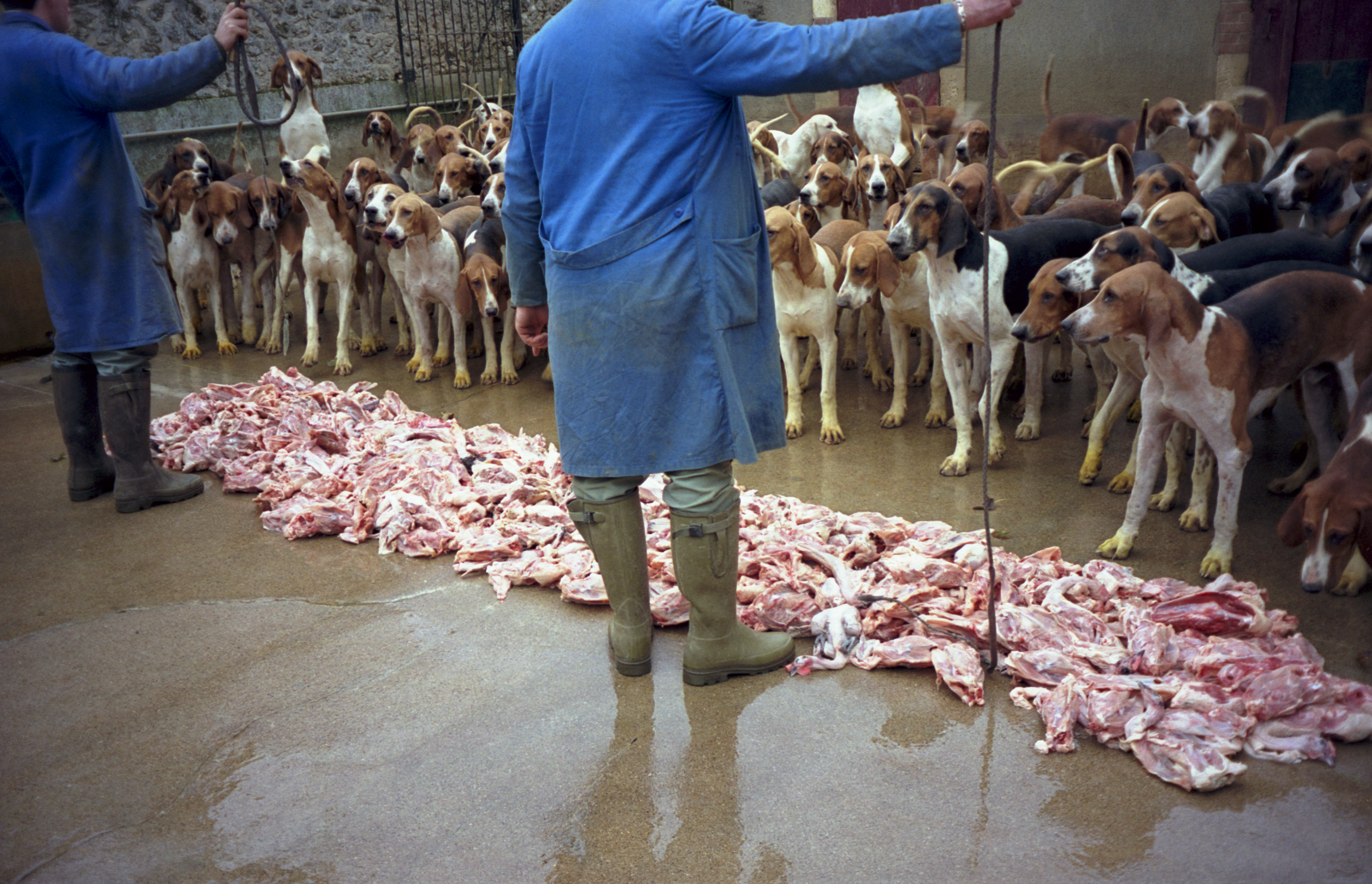
Perros sabuesos del Castillo de Cheverny, en el momento previo de darles permiso para comer.

## El castillo de Moulinsart

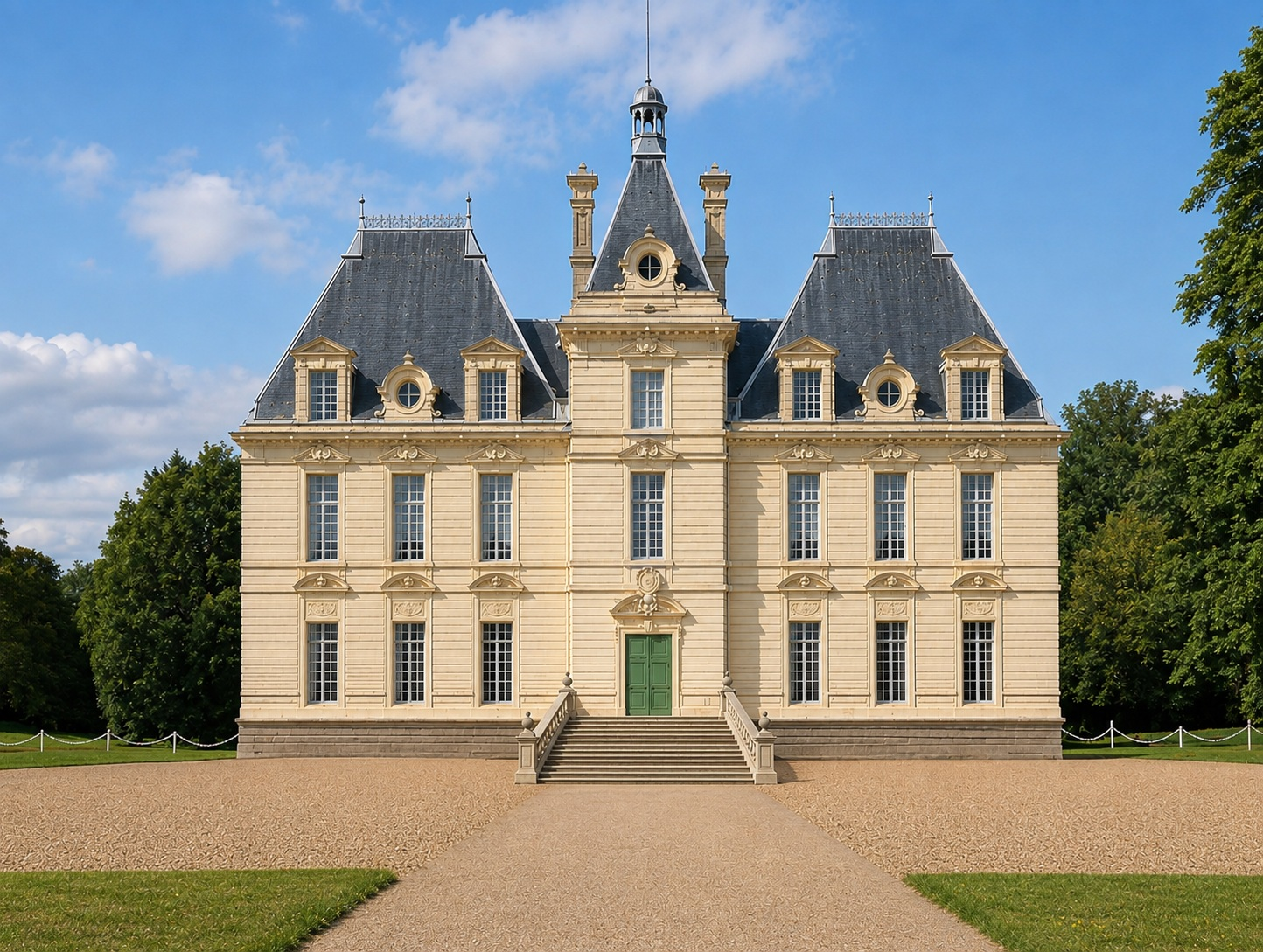
El castillo de Moulinsart.

En las historietas Las aventuras de Tintín del autor belga Hergé, el autor se inspiró en el palacio de Cheverny para crear el Castillo de Moulinsart —traducido como Mansión Pasador o Castillo del Molino—, y es la residencia oficial del capitán Archibaldo Haddock, la cual aparece por primera vez en el cómic El secreto del Unicornio.